# Deschambault River
Der Deschambault River ist ein 42 km langer Fluss, der nordzentral in der kanadischen Provinz Saskatchewan verläuft.

## Flusslauf
Der Deschambault River bildet den Abfluss des 370 m hoch gelegenen Wapawekka Lake. Er entwässert den See an dessen östlichem Ende. Der Deschambault River fließt anfangs 15 km in überwiegend östlicher Richtung. Er erreicht den Oskikebuk Lake und durchquert diesen in südlicher Richtung. Der Brownell Creek und der Oskikebuk River münden links- und rechtsseits in den See. Der Deschambault River setzt seinen Kurs in überwiegend südlicher Richtung fort und passiert den Merrit Lake, eine Flussverbreiterung, bevor er in den West Arm, eine Bucht am Westufer des Deschambault Lake, mündet.